# 陳臣表
陳臣表（？—1596年），號擎南，福建漳州府鎮海衛籍，明朝政治人物。

## 生平
萬曆十六年（1588年）戊子科福建鄉試舉人。萬曆二十年（1592年），登壬辰科第三甲第一百五十八名進士，兵部觀政，二十二年授江陰知縣，二十四年卒。

## 家族
曾祖陳灌；祖父陳五桂；父陳進可。